# Pérdida o abandono de propiedad
La pérdida o abandono de propiedad es una categoría del derecho anglosajón sobre la propiedad, la cual indica que las pertenencias personales dejan de ser posesión de sus dueños legales sin haber entrado directamente bajo la posesión de otra persona es considerada perdida, extraviada, o abandonada, dependiendo de las circunstancias bajo la que fueron encontrados por el próximo partido para adquirirlos. Los derechos de un descubridor de tal propiedad son determinados en parte por el estatus en el que es encontrado. Gracias a que estas clasificaciones se han desarrollado a la antigua y la ley no escrita a menudo arcaica de Inglaterra, estos derechos varían según numerosas distinciones específicas.

## Modos de perder la propiedad o dominio
Frente a los modos de adquirir la propiedad, es decir, aquellos hechos o negocios jurídicos en virtud de los cuales un activo entra en el patrimonio de una persona, la doctrina utiliza la expresión modos de perder la propiedad o dominio para hacer referencia a aquellos hechos o actos jurídicos que producen el efecto contrario, esto es, la salida de un activo del patrimonio de una persona.
Los modos de perder la propiedad se pueden clasificar en voluntarios e involuntarios.

### Modos voluntarios de perder el dominio

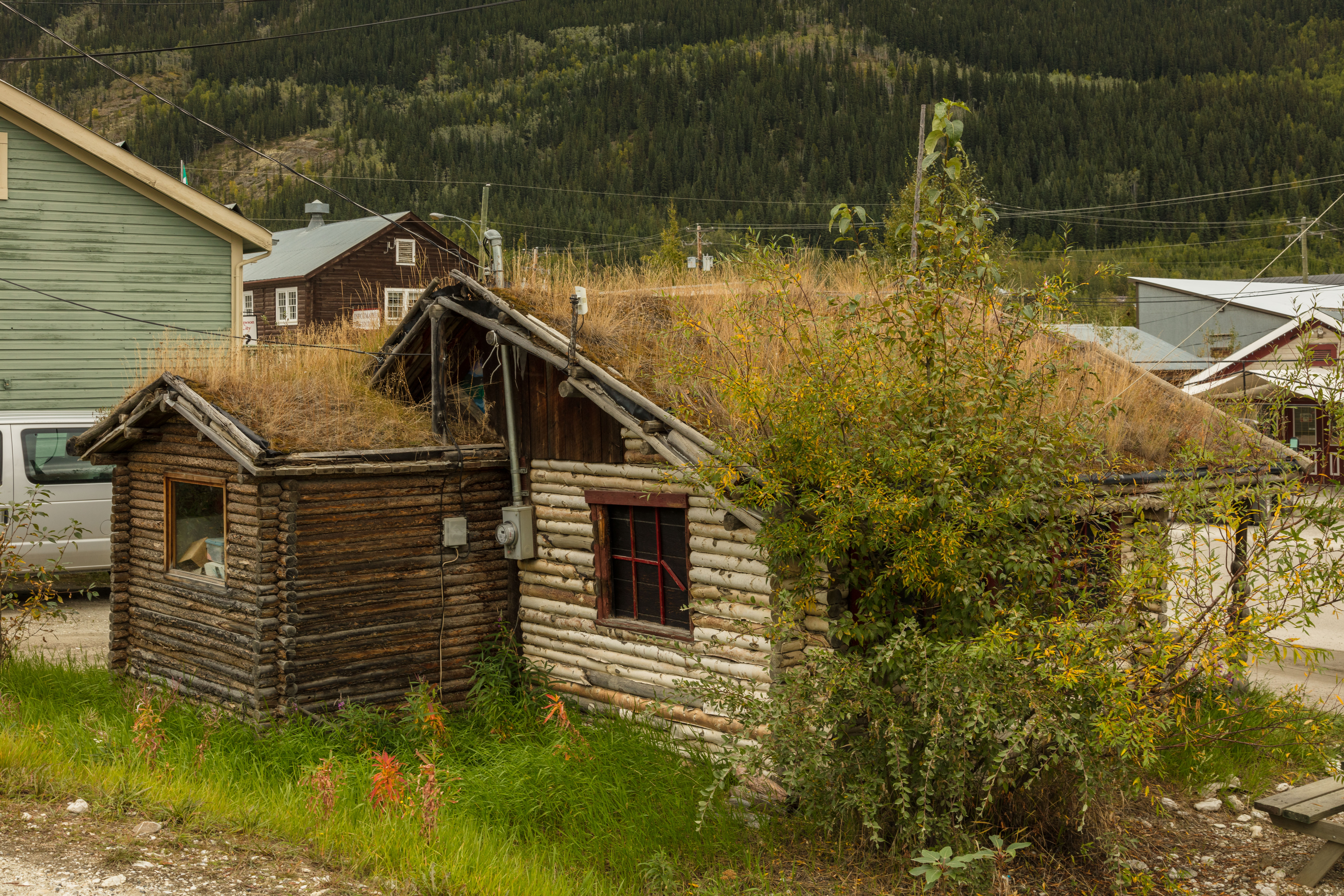
Casa abandonada.

Los más importantes serían los siguientes:
- Abandono: consiste en la dejación física de la cosa por su titular, unida a la voluntad de renunciar a todo derecho sobre la misma. La cosa abandonada, si es mueble pasará a ser res nullius, y por tanto su propiedad corresponderá al primer ocupante (ver ocupación), mientras que si es inmueble, pasará a formar parte del Patrimonio del Estado (art. 17 de la Ley 33/2003, de 3 de noviembre, del Patrimonio de las Administraciones Públicas).
- Enajenación: negocio jurídico en virtud del cual, el titular de una cosa o derecho, trasmite su dominio o algún derecho sobre ellos a otra persona, ya sea a título gratuito (sin contraprestación) u oneroso (a cambio de una cantidad de dinero u otra prestación que le sirve de equivalente).

### Modos involuntarios de perder el dominio
Entre ellos, cabe destacar los siguientes:
- Pérdida, propiamente dicha, cabiendo distinguir entre pérdida física (destrucción) y pérdida jurídica (que tiene lugar cuando la cosa queda fuera del comercio de los hombres por disposición de la ley)
- Expropiación, que sería un supuesto de pérdida legal.
- Revocación, que tiene lugar cuando el anterior propietario declara su voluntad de dejar sin efecto el acto en virtud del cual trasmitió el dominio al actual titular.
- Adquisición a non domino, cuando ésta es admitida por la ley. La adquisición a non domino tiene lugar cuando se adquiere la propiedad de una cosa de quien no es propietario y dicha adquisición es protegida por el derecho, de modo que el propietario despojado no puede reivindicar la cosa.

- Datos: Q560610